# Simon Belasco
Simon Belasco  (* 21. Dezember 1918 in Philadelphia; † 10. November 1999 in Richland County (South Carolina)) war ein US-amerikanischer Fremdsprachendidaktiker, Romanist und Phonetiker.

## Leben und Werk
Belasco studierte an der Temple University, war im Weltkrieg Dolmetscher und Captain der United States Army und promovierte 1953 an der University of Pennsylvania  mit der Arbeit Phonetic basis of French rime. An articulatory, acoustic, auditory study of rime preferences. Er lehrte an der Pennsylvania State University und 20 Jahre lang an der University of South Carolina in Columbia (South Carolina).

## Werke
- (Hrsg.) Manual and anthology of applied linguistics, 4 Bde., Washington 1960 (Autoren: Albert Valdman, Samuel A. Brown, Robert A. Hall, Jr., Michael Zarechnak, Ismael Silva-Fuenzalida)
- Anthology for use with A guide for teachers in NDEA language institutes, Boston 1961
- (mit Albert Valdman) College French in the new key, Boston 1965
- (mit Albert Valdman) Workbook for college French in the new key, Boston 1965
- (mit Albert Valdman) Applied linguistics and the teaching of French, University Park, Pa. 1968
- Reading college French. A bilingual functional approach based on the novel Un métier de seigneur by Pierre Boulle, New York 1975
- (Reihenhrsg.) Theoretical studies in second language acquisition, 7 Bde., New York 1991–1996